# Rio Pur
Pur ou Pour (em russo: Река Пур) é um rio localizado na Iamália, na Rússia, próximo à Sibéria Asiática. O rio Pur desagua no Estuário do Taz que se encontra no Mar de Kara.